# Giacomo Filippo Bertoni
Giacomo Filippo Bertoni, al secolo Andrea (Faenza, 1454 – Faenza, 25 maggio 1483), è stato un religioso italiano. Sacerdote dell'ordine dei Servi di Maria, il suo culto come beato è stato confermato da papa Clemente XIII nel 1761.

## Biografia
Nato da Miserino e Domenica, coniugi di modesta condizione, abbracciò ancora fanciullo la vita religiosa tra i frati serviti del convento di Faenza e, promosso al sacerdozio, ricoprì numerosi incarichi all'interno della comunità.
Secondo i suoi primi biografi, conduceva una vita di stretta penitenza e il suo aspetto macilento testimoniava il suo rigoroso stile di vita.

## Il culto
Il suo corpo fu originalmente sepolto nella parete destra della cappella Manfredi della chiesa dei Servi e il 15 aprile 1594 la salma fu trasferita sotto l'altare della stessa cappella, che da allora fu intitolata al beato. La chiesa dei Servi, minata dai tedeschi, fu parzialmente distrutta nel 1944 e chiusa al culto: i resti del religioso furono trasferiti in cattedrale e collocati nell'altare della cappella di San Carlo.
Papa Clemente XIII, con decreto del 22 luglio 1761, ne confermò il culto con il titolo di beato.
Il consiglio cittadino di Faenza lo annoverò tra i protettori della città il 14 luglio 1762.
Il suo elogio si legge nel martirologio romano al 25 maggio.